# 威奇塔級補給加油艦
威奇塔級補給加油艦由 20 世紀 60 年代末至 90 年代中期美國海軍使用的七艘補給加油船組成。 這些艦艇設計用於使用連接補給和垂直補給進行快速海上補給。

## 設計
威奇塔級的最初概念是，這些艦艇將為反潛航母（CVS）群提供與更大、更快的薩克拉門托級艦艇為攻擊航母（CVA）群提供的相同功能。 在此期間，這些艦艇被委託為海軍輔助艦，船體分類為 AOR。
這些艦艇可運載160,000桶（25,438,000升）燃油（DFM）和/或航空燃油（JP5）、600噸彈藥、200噸乾貨和100噸冷藏貨品。 為了轉運貨物，該船在左舷配備了四個加油站和兩個貨物裝卸站，在右舷配備了三個加油站和兩個貨物裝卸站。 建造時，港口前部加油站和相關油箱用於航空汽油（AVGAS），但在海軍最後一架活塞發動機飛機退役後進行了改裝。 最初，前六艘艦隻在船尾設有大型直升機起降甲板，但沒有機庫。 羅阿諾克號是第一艘配備大型雙機庫的船舶，可容納兩架 UH-46 海騎士直升機。 該機庫後來被改裝用於其他船隻。
随着机库的增加，舰艇失去了最初安装的位于机库后方的3 英寸/50 口径双联炮架。 20 世纪 80 年代，机库顶部安装了北约海麻雀的 Mk 29 发射器，并增加了两套密集阵 CIWS 。 
昆西通用動力公司最初在施工過程中遇到了問題，然後才對生產進行合理化。 威奇托號從龍骨鋪設到下水用了 24 個月，密爾沃基號用了 21 個月，堪薩斯城號只用了 14 個月。 
随着美国海军舰队的减少，这些舰艇在20世纪90年代全部退役并从海军舰艇登记册（NVR）中除名。

## 艦名列表
傳統上，海軍加油艦以河流命名。 威奇托級以具有美洲原住民名字的城市或河流對其命名。
| 中文艦名     | 舷號  | 造船廠             | 母港   | 服役—退役     | 結局         | 備註 |
| ------------ | ----- | ------------------ | ------ | ------------- | ------------ | ---- |
| 威奇塔號     | AOR-1 | 通用动力公司，昆西 | 奥克兰 | 1969年–1993年 | 报废，2013年 |      |
| 密爾沃基號   | AOR-2 | 通用动力公司，昆西 | 诺福克 | 1969年–1994年 | 报废，2009年 |      |
| 堪薩斯城號   | AOR-3 | 通用动力公司，昆西 | 奥克兰 | 1970年–1994年 | 报废，2014年 |      |
| 薩凡納號     | AOR-4 | 通用动力公司，昆西 | 诺福克 | 1970年–1995年 | 报废，2009年 |      |
| 瓦巴什號     | AOR-5 | 通用动力公司，昆西 | 长滩   | 1971年–1994年 | 报废，2013年 |      |
| 卡拉馬祖號   | AOR-6 | 通用动力公司，昆西 | 诺福克 | 1973年–1996年 | 报废，2009年 |      |
| 羅阿諾克好號 | AOR-7 | 国家钢铁公司       | 长滩   | 1976年–1995年 | 报废，2013年 |      |